# Festa nazionale spagnola
La festa nazionale spagnola (in spagnolo Fiesta Nacional de España) è una festa che si celebra il 12 ottobre e che commemora il giorno della scoperta dell'America da parte del navigatore genovese Cristoforo Colombo, nel 1492.
La festività rappresenta l'ispanità (hispanidad in spagnolo) cioè un momento di celebrazione dell'identità nazionale spagnola e che comprende anche le grandi esplorazioni in cui la Spagna ebbe un ruolo importante.
La festa è caratterizzata da una sfilata militare a cui partecipa il Re, tutta la famiglia reale e gli alti rappresentanti del governo, comprese anche le autonomie locali.